# Delta IV
Các tên lửa Delta IV là các phiên bản tân tiến nhất từ năm 1960 bắt nguồn từ tên lửa Delta là Delta IV đã được phát triển như một phần của chương trình EELV của Không quân Hoa Kỳ để phát triển loại tên lửa mô-đun. Các tên lửa nhẹ Delta II, vừa Atlas II và Atlas III cũng như Titan IV nặng hơn sẽ được thay thế. Các tên lửa Delta IV đã được phát triển bởi Boeing và bây giờ là cạnh tranh trực tiếp với và cũng phát sinh theo chương trình EELV Atlas V nhiều tên lửa bởi Lockheed Martin.
Không giống như Delta II và III, tất cả đều được lắp đặt trên vùng đồng bằng như giai đoạn đầu tiên (mặc dù điều này đã được liên tục sửa đổi), giai đoạn đầu tiên hoàn toàn mới được thiết kế cho Delta IV, được dẫn dắt bởi một RS-68 động cơ tên lửa tương tự như vậy mới được phát triển từ Rocketdyne. Giai đoạn đầu tiên được gọi là Common Booster Core và là cơ sở cho tất cả các phiên bản của Delta IV. Tùy thuộc vào số lượng CBCs có thể phân biệt giữa các phiên bản Delta IV vừa và Delta IV nặng.
Boeing hiện đang cung cấp 5 phiên bản khác nhau của dòng Delta IV, trong đó có 4 phiên bản thuộc loại trung bình và một là biến thể nặng. Việc ra mắt phiên bản trung bình đã diễn ra vào ngày 20 tháng 11 năm 2002 và lần đầu tiên ra mắt phiên bản nặng vào ngày 21 tháng 12 năm 2004.